# Wim Feys
Wim Feys (né le 16 décembre 1971 à Ardoye) est un coureur cycliste et directeur sportif belge. Coureur professionnel de 1994 à 2000, il est ensuite devenu directeur sportif des équipes amateurs Beveren 2000 de 2001 à 2011 et EFC-L&R-Vulsteke depuis 2012.

## Palmarès
- 1992
  - 3e de la Flèche flamande
- 1993
  - Zellik-Galmaarden
  - Deux Jours du Gaverstreek :
    - Classement général
    - 1re étape

  - 2e du championnat des Flandres amateurs
  - 2e du Circuit du Port de Dunkerque
  - 3e du Tour du Hainaut
  - 3e du Tour de Belgique amateurs
- 1994
  - 2e du Grote Prijs Dr. Eugeen Roggeman
- 1995
  - Grand Prix d'Affligem
  - 3e de la Ruddervoorde Koerse
- 1997
  - Grand Prix Briek Schotte
  - 2e de la Nokere Koerse
- 2000
  - 3e du Grand Prix Raf Jonckheere